# Contea di Joyce
La contea di Joyce (nome originale in gaelico: Dúiche Sheoighe, nome inglese: Joyce County) è un'area geografica nel nord della Contea di Galway e occupa anche parte del territorio della Contea di Mayo.
L'area è culturalmente parte della tradizione gaelica irlandese Gaeltacht e la lingua gaelica è ancora parlata da circa un quarto della popolazione locale.
Oltre che per il turismo, la contea è oggi rinomata per gli allevamenti di cani da pastore e border collie.

## Territorio
Spesso erroneamente inglobata nel Connemara, la  Contea di Joyce è, invece, un'area geografica a parte e che condivide col vicino Connemara una forte eredità culturale e un panorama simile. Confina anche con l'area di Iar Chonnaught.

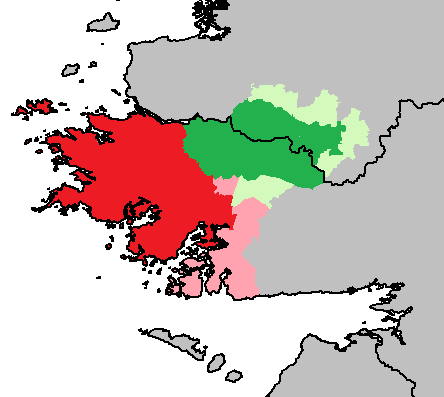
Mappa dell'area della Contea di Joyce (in verde) e di Connemara (in rosso). Le aree più chiare indicano le zone assimilabili ai due territori in senso più ampio dei loro effettivi confini

L'area si sviluppa a sud-ovest di Lough Mask fino a Lough Corrib in un panorama verdeggiante, ricco di vallate selvagge e incontaminate.
Il territorio della contea di Joyce include le comunità di Maam Corr, Corr na Mona, Clonbur, Cloghbrack, Finney, Tourmakeady, Cong, Cross e The Neale.
La zona è particolarmente apprezzabile per le attività di trekking all'aperto in mezzo ai drums, le colline tondeggianti ricoperte di flora aspra e resistente al clima e ai venti che sferzano la zona.

## Storia
La contea prende il nome dalla famiglia  Joyce (Seoige in gaelico) di origini gallesi che emigrò in Irlanda all'inizio del XIV secolo, dove ottenne in feudo dalla Corona inglese i territori della zona. Negli archivi si ha traccia di tale Thomas Joy (o Thomas Joyce), appartenente alla famiglia, stabilitosi nel nord del Iar Connacht e signore dell'area attualmente parte della Contea di Joyce.
Il figlio di Thomas Joyce sposò una O'Flaerty, appartenente ad un potente clan irlandese locale, con questa mossa i Joyce si stabilirono definitivamente e in modo duraturo nella zona, acquisendo il controllo su tutta la Contea di Ross e buona parte della Contea di Galway.
La famiglia Joyce si integrò profondamente nella zona, assimilando la cultura del luogo e acquisendo lingua e costumi gaelici, arrivando ad essere inserita nelle Quattordici famiglie di Galway (in gaelico: Treibheanna na Gaillimh, in inglese: The Tribes of Galway), una specie di libro d'oro della contea; tra gli eredi dei Joyce si contano vescovi e crociati, uno dei quali, sfuggito alla prigionia, utilizzò i tesori scoperti in Terra Santa per costruire le mura medievali di Galway. 

## Città
| An Fhairche     |
| Cong            |
| An Corr         |
| Leitir Breacáin |
| An Ros          |
| An Uilinn       |
| Mairíos         |
| Binn an Choire  |